# Provincia di Ordu
La provincia di Ordu (in turco Ordu ili) è una provincia della Turchia.
Dal 2013 il suo territorio coincide con quello del comune metropolitano di Ordu (Ordu Büyükşehir Belediyesi).

## Geografia antropica

### Suddivisioni amministrative

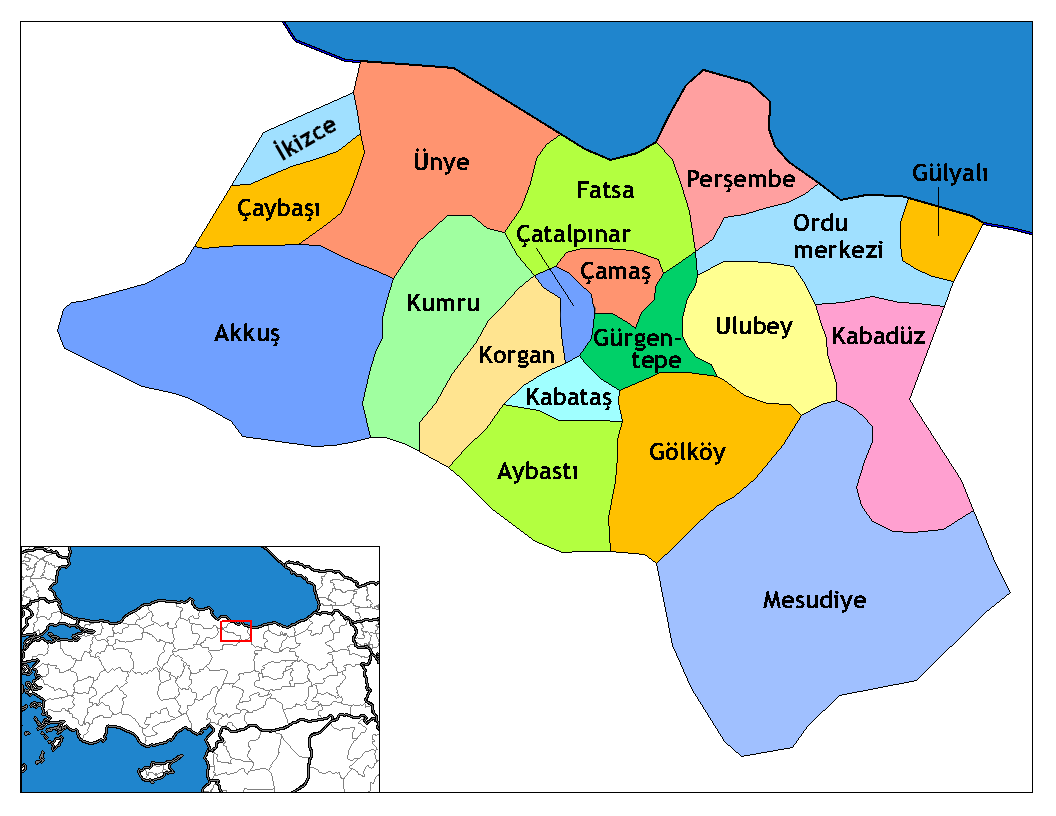
Distretti della provincia di Ordu

La provincia è divisa in 19 distretti:
- Akkuş
- Altınordu
- Aybastı
- Çamaş
- Çatalpınar
- Çaybaşı
- Fatsa
- Gölköy
- Gülyalı
- Gürgentepe

- İkizce
- Kabadüz
- Kabataş
- Korgan
- Kumru
- Mesudiye
- Perşembe
- Ulubey
- Ünye

Nel 2013 il distretto centrale è stato soppresso, sostituito dal nuovo distretto di Altınordu.
Fanno parte della provincia 72 comuni e 484 villaggi.